# Сунь Лутан

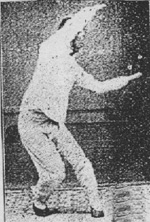
Сунь Лутан демонстрирует Багуачжан

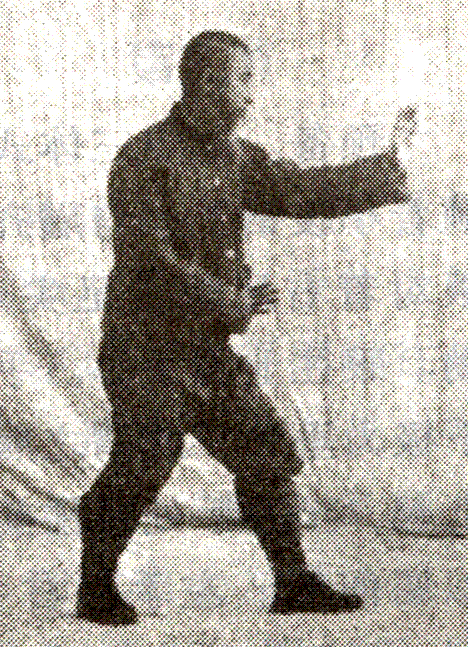
Сунь Лутан демонстрирует Синъицюань

Сунь Лутан (кит. упр. 孙禄堂/孫祿堂, пиньинь Sūn Lùtáng, палл. Сунь Лутан) (1860—1933) — мастер внутренней школы китайских боевых искусств, основатель стиля Сунь в Тайцзицюань (孫家). Он изучал неоконфуцианство, даосизм, стал специалистом по Ицзину, выдающимся теоретиком и практиком внутренних боевых искусств, написав большое количество трудов.

## Биография
Сунь Фуцюань по прозвищу Лутан, по прозванию Ханьчжай родом был из деревни Дунжэньцзятунцунь уезда Ваньсянь провинции Чжили империи Цин. Родился 22 декабря 1860 года. В 9 лет потерял отца. В 1872 году, в возрасте 12 лет покинул мать и отправился в Баодин, где, чтобы зарабатывать на жизнь, стал прислуживать в лавке, в которой торговали кисточками. Там он познакомился с Ли Куйюанем, начавшим обучать его синъицюань. За два года молодой Сунь Фуцюань освоил всё, что знал Ли Куйюань, и тот отвёл его для продолжения учёбы к своему учителю Го Юньшэню. Весной 1875 года учитель Го перебрался в деревню Мачжуан уезда Шэньсянь. Сунь Фуцюань бросил работу и отправился вслед за учителем. Жизнь вместе с учителем позволила ему сильно усовершенствовать своё знание боевого искусства.
В 1882 году учитель приказал Сунь Лутану расширить свой кругозор, и направил его в столицу к своему земляку Чэн Тинхуа, который к тому времени стал знаменитым мастером багуачжан. За два года усердных тренировок Сунь Лутан освоил всю науку в школе Чэна. Так как Сунь Лутан хотел развиваться не только физически, но и интеллектуально, то для изучения «Книги Перемен» в 1885 году Чэн Тинхуа отправил его в провинцию Сычуань. В то время современных средств транспорта в Китае не было, и Сунь Лутан пешком прошёл 11 провинций, вернувшись на родину осенью 1888 года.
По возвращении в родные края Сунь Лутан основал общество по изучению кулачного искусства. Так как его родная деревня стояла на берегу реки Пуянхэ, то общество стали называть «Пуянским кулачным обществом».
В 1907 году про Сунь Лутана услышал Сюй Шичан, бывший губернатором трёх провинций Северо-Востока, и пригласил его к себе на службу. Сунь Лутан, надеясь способствовать политическим преобразованиям в стране, принял приглашение и перебрался в Фэнтянь, став работать в канцелярии Сюй Шичана. В 1909 году Сунь вслед за Сюем вернулся в Пекин.
В 1910 году Сунь Лутан, желая заняться преподаванием ушу, вместе с семьёй переехал из деревни в Пекин, где открыл два института боевых искусств. Ещё один институт он открыл в Тяньцзине, и преподавал в трёх институтах сразу, постоянно разъезжая между ними.
Вскоре после Синьхайской революции Сунь Лутан познакомился с Хао Вэйчжэнем — преемником тайцзицюань У Юйсяна. Хао в столице был впервые, кроме одного земляка никого не знал, и когда он заболел — только Сунь Лутан пришёл к нему домой, пригласил врача, купил лекарство и ухаживал с утра до вечера, пока он не поправился. В благодарность Хао Вэйчжэнь обучил Сунь Лутана своему стилю боевых искусств.
В 1916 году в Пекине начался «бум боевых искусств». Ряд известных мастеров, включая Сунь Лутана, пошли на смелый шаг, и впервые в истории открыли учебное заведение, где преподавали боевые искусства всем желающим.
В 1919 году Сунь Лутан получил письмо от Сюй Шичана с предложением вернуться к нему и заняться политикой. Сунь Лутан принял предложение, и был вместе с Сюем во время пертурбаций эры милитаристов. В этот период Сунь Лутан познакомился с таким знаменитым мастером боя мечом, как генерал Ли Цзинлинь. В 1924 году Сунь Лутан отказался от чиновничьей должности и переехал в провинцию Шаньси, где занялся преподаванием боевых искусств.
В 1928 году, по окончании гражданской войны, столицей Китая стал Нанкин, и там был открыт Центральный институт гошу, куда Сунь Лутана пригласили на должность декана Уданского факультета. Однако на месте ему не понравилась атмосфера интриг, и когда осенью 1928 года в соседнем Ханчжоу открылся Институт гошу провинции Чжэцзян, то Сунь Лутан перебрался из Нанкина туда, став проректором. Там он проработал до 1931 года, когда из-за японского вторжения людям стало не до изучения боевых искусств.
Летом 1933 года Сунь Лутан вернулся в родную деревню. Днём он преподавал боевые искусства в «Пуянском обществе по исследованию гошу», а по вечерам писал книгу «Учение о копье восьми триграмм». 16 декабря 1933 года Сунь Лутан скончался.

## Семья
Сунь Лутан женился в 1891 на Чжан Чжоусянь, у них было три сына и дочь.
- Первый сын, Сунь Синъи (孫星一) (1891—1929)
- Второй сын, Сунь Цуньчжоу (孫存周) (1893—1963)
- Третий сын, Сунь Хуаминь (孫換民) (1897—1922)
- Дочь, Сунь Цзяньюнь (孫劍雲) (1913—2003)

## Учителя
- Его учителем школы Синъицюань был Ли Куйюань (李魁元), а потом Го Юньшэнь (郭雲深) (с 1882).
- Его учителем школы Багуачжан был Чэн Тинхуа (程延華) (с 1891).
- Его учителем школы Тайцзицюань У Юйсяна был Хао Вэйчжэнь (郝為眞) (с 1911).

## Публикации
За время своей жизни жизни он написал следующие сочинения:
- Синъицюань сюэ (Учение о кулаке оформленной воли) 1915
- Багуацюань сюэ (Учение о кулаке восьми триграмм) 1916
- Тайцзицюань сюэ (Учение о кулаке Великого Предела) 1921
- Багуацзянь сюэ (Учение о прямом мече восьми триграм) 1927
- Цюань И Шу Чжэнь (Фактическое описание  смысла боевых искусств )
- «О разделении на внутреннюю и внешнюю семью в кулачном искусстве» 1929

В конце жизни он писал книгу «Учение о копье восьми триграмм».